# 五十嵐美智
五十嵐 美智（いがらし みち、1932年3月30日 - 2002年12月10日）は、日本の英文学者、金城学院大学名誉教授。
新潟県生まれ。1954年、広島大学英文科卒、金城学院大学助手。1957年に専任講師、1963年に助教授を経て、1978年、教授。1976年、マドリード大学から「ロルカとイギリス・ロマン派詩人たち」に対してPh.D.。ワーズワスを研究した。2000年、定年退任。
2002年12月10日、急性心不全のため死去。

## 著書
- 英詩における自然観 千種正文館書店、1976.10
- ワーズワス試論　千種正文館 1976
- ワーズワスのソネット試論 晃学出版、1984.8
- もう一つのものが見えた ワーズワスの物語詩が語るもの 晃学出版、1989.7
- 十四行詩を侮るなかれ ソネットの系譜 編著　晃学出版、1992.2
- ワーズワスの植物春秋 編著.晃学出版、1998.11
- ワーズワスの『ソネット雑録』論考 自然を愛する喜びへの軌跡　晃学出版、2003.3

## 翻訳
- ワーズワスのダドン川ソネット集・他 水と人の風景画 晃学出版、1987.11
- 旅をゆくワーズワス スコットランド、ヨーロッパ大陸、イタリア周遊旅行の思い出 晃学出版、1989.2
- 旅をゆき、季節は流れて ワーズワス1833年の夏の旅と墓碑銘集 晃学出版、1990.6
- ワーズワス、ロマン派の霊気に吹かれて 『夕べの散策』と『叙述的描景』 晃学出版、1991.5
- ワーズワスの物語詩 詩と絵画のシンフォニー 訳と研究 中本友子 画.晃学出版、1994.9
- ワーズワスの物語詩 訳と研究 2 (ドゥエンデの中のヒロインたち) 中本友子 画.晃学出版、1995.4
- ワーズワスの物語詩 訳と研究 3 (愛と光のファンタジア) 中本友子 画　晃学出版、1996.1
- ワーズワス雑録詩篇・その他 老いゆく歳月の中で 中本友子 画.晃学出版、1996.8
- ワーズワス空想の詩篇・その他 回想の時間　晃学出版、1997.4
- ワーズワス情感と内省の詩篇 追憶の日々 中本友子 画　晃学出版、1998.3

## 参考
- 楚輪松人「五十嵐美智先生を送る」第41号、金城学院大学、2000年3月10日、NAID 110000044523。